# 齐克胡森
齐克胡森是德国梅克伦堡-前波美拉尼亚州的一个市镇。总面积12.44平方公里，总人口561人，其中男性285人，女性276人（2011年12月31日），人口密度45人/平方公里。